# Brigitte Schuchardt
Brigitte Schuchardt (Jena, 28 marzo 1955) è un'ex nuotatrice tedesca orientale.

## Carriera
Fortemente specializzata nella rana, vinse la medaglia di bronzo sulla distanza dei 100m alla prima edizione della storia dei campionati mondiali, a Belgrado nel 1973.

## Palmarès
- Mondiali

Belgrado 1973: bronzo nei 100m rana.
- Europei

Barcellona 1970: oro nella 4x100m misti e argento nei 400m misti.